# Beta-metilamino-L-alanina

Fórmula de la beta-metilamino-L-alanina

La beta-metilamino-L-alanina, también llamada BMAA, es un aminoácido no proteinogénico, es decir no es uno de los 20 aminoácidos que los organismos vivos utilizan para fabricar proteínas. Actúa como neurotoxina que causa efectos adversos en la función del tejido del cerebro, la médula espinal y los nervios periféricos. Se ha propuesto la hipótesis de que esta sustancia sea la causa de una enfermedad neurológica que se presenta en la Isla de Guam, conocida como Lytico-Bodig o complejo 'esclerosis lateral amiotrófica/demencia parkinsoniana' (del inglés amyotrophic lateral sclerosis/parkinsonism–dementia complex (ALS/PDC)).
La beta-metilamino-L-alanina es producida por las cianobacterias presentes tanto en agua del mar como en agua dulce. También se ha encontrado en organismos acuáticos, en determinadas plantas como las cicadaceas, y en animales que se alimentan de ellas, como algunos murciélagos frugívoros del género Pteropus, conocidos comúnmente como zorros voladores.